# Psychologiestudium
Das Studium der Psychologie ist an den verschiedenen deutschen Universitäten unterschiedlich aufgebaut, folgt aber in den Grundzügen den Vorgaben, die von der Deutschen Gesellschaft für Psychologie als Rahmenprüfungsordnung verabschiedet worden sind. Auch die Schweizer Universitäten, die ein Psychologiestudium anbieten, folgen in den Grundzügen diesen Empfehlungen.
Darüber hinaus haben viele psychologische Institute eigene und meist historisch bedingte Schwerpunkte, die in Forschung und Lehre stärker betont werden.

## Inhalte

### Grundlagenfächer
Die Psychologie bearbeitet zum einen grundlagenwissenschaftliche Fragestellungen, die Gegenstand der so genannten Grundlagenfächer des Studiums sind. In der Regel werden diese Fächer im Bachelorstudium vermittelt. Zu den Grundlagenfächern gehört die Methodenlehre, die Allgemeine Psychologie, die Sozialpsychologie, die Differentielle und Persönlichkeitspsychologie, die Entwicklungspsychologie und die Biopsychologie.

### Anwendungsfächer
Neben den Grundlagenfächern beschäftigt sich die Psychologie auch mit praktischen Problemen und Fragestellungen aus den zahlreichen Anwendungsfeldern, die innerhalb des Studiums primär Inhalt der Anwendungsfächer sind. Welche Anwendungsfächer an einer Universität studiert werden können, differiert von Universität zu Universität stark. Die drei umfangreichsten Fächer sind die Klinische Psychologie und Psychotherapie, die Arbeits- und Organisationspsychologie und die Pädagogische Psychologie. Daneben werden auch Methodenfächer wie Psychologische Diagnostik und Evaluation und Forschungsmethoden, sowie Neuropsychologie, Medienpsychologie, Rechtspsychologie und Wirtschaftspsychologie angeboten.

## Abschlüsse
Das Psychologiestudium wurde im Rahmen der Bologna-Reform bezüglich der Studiengänge und -abschlüsse in Deutschland und auch der Schweiz harmonisiert, es werden nur noch die Bachelor- und Masterabschlüsse erworben. Das frühere Diplom (entspricht in der Schweiz dem Lizenziat, meist lic. phil.) bzw. der Magisterabschluss werden nicht mehr angeboten.

### Bachelor
Das Bachelor-Studium ist an deutschen Universitäten (akademischer Grad: Bachelor of Science in Psychologie) nicht einheitlich geregelt. Es wird deswegen im Folgenden ein Studium dargestellt, das den Vorgaben der Deutschen Gesellschaft für Psychologie folgt, was an den meisten Universitäten der Fall ist.
Der Studienverlauf sieht sechs Semester vor. Während dieser drei Jahre müssen insgesamt 180 ECTS-Punkte in verschiedenen Modulen erreicht werden. Dabei gibt es die Pflichtfächer Einführung, Statistik, empirisch-wissenschaftliches Arbeiten (inklusive empirisch-experimentelles Praktikum) und Diagnostik. Zudem werden mit bis zu 48 ECTS-Punkten die Grundlagenfächer Allgemeine Psychologie, Biopsychologie, Entwicklungspsychologie, Differentielle und Persönlichkeitspsychologie und Sozialpsychologie vermittelt, sowie mit bis zu 48 ECTS-Punkten die an den Universitäten unterschiedlich vertretenen Anwendungsfächer.
Zusätzlich dazu müssen Berufspraktika abgeleistet und eine Bachelor-Arbeit verfasst werden. Ebenso ist die Teilnahme an psychologischen Studien verpflichtend.
Zudem bieten einige Universitäten ein Nebenfachstudium der Psychologie an. Diese können teilweise sogar zulassungsfrei sein und vermitteln einen Einblick in ausgewählte Teilgebiete der Psychologie, berechtigen aber nicht zu einem weiterführenden Master-Studium.

### Master
An den meisten deutschen und Schweizer Universitäten gibt es Master-Studiengänge für verschiedene Spezialisierungsrichtungen der Psychologie (akademischer Grad: Master of Science in Psychologie). Die Vorgaben der Deutschen Gesellschaft für Psychologie sehen drei Modelle für den Regelabschluss vor: einen anwendungsorientierten Master, einen grundlagenorientierten Master und eine „Mischform“.

### Diplom
Der Abschluss Diplom (verliehener akademischer Grad: Diplom-Psychologe: Dipl.-Psych.) wurde vor der Umstellung der deutschen Universitäten im Zuge des Bologna-Prozesses verliehen.
Das Grundstudium vermittelte die Grundlageninhalte und endete mit dem Abschluss des Vordiploms, einer Zwischenprüfung. Im Hauptstudium, das in der Regel nach Abschluss des Vordiploms aufgenommen wurde, wurden neben den Methodenfächern auch die Anwendungsfächer vermittelt. Zudem wurde von der Deutschen Gesellschaft für Psychologie das Studium eines nicht-psychologischen Wahlpflichtfaches gefordert, sowie eine so genannte forschungsorientierte Vertiefung, die die Vertiefung eines Grundlagenfaches aus dem Grundstudium beinhaltete. Dazu mussten Berufspraktika abgeleistet sowie eine Diplomarbeit verfasst werden. Die Regelstudienzeit vom Studienbeginn bis zum Diplom betrug neun Semester, an einigen Universitäten zehn Semester. Dies wurde aber empirisch nicht erreicht. Im Durchschnitt studierte man elf bis 15 Semester bis zum Diplom. Der BDP gibt eine durchschnittliche Studiendauer von 12,6 Fachsemestern an.

### Magister
Psychologie konnte vor der Bologna-Umstellung an vielen Universitäten in einem geistes- oder sozialwissenschaftlichen Magisterstudium auch als Magisternebenfach oder 2. Magisterhauptfach belegt werden. Dies berechtigte aber nach Abschluss des Studiums nicht zum Führen der Berufsbezeichnung „Psychologe“. Nach einem Urteil des Bundesgerichtshofes von 1985 bzw. laut Rechtskommentaren steht diese Berufsbezeichnung in Verbindung mit einem mindestens fünfjährigen Hochschulstudium im Hauptfach Psychologie, d. h., sie ist Diplom-Psychologen und Master-Psychologen vorbehalten.

## Zulassung zum Studium
Die Vergabe der Studienplätze für Bachelor- und Masterstudienplätze unterliegt dem Numerus clausus und den Richtlinien der Universitäten. An vielen deutschen Hochschulen wird seit 2023 ein bundeseinheitlicher Eignungstest eingesetzt.
In Österreich hingegen wird seit vielen Jahren ein Eignungstest als Zulassungsbeschränkung durchgeführt.
Dies erklärt die extrem hohen Bewerberzahlen aus Deutschland, die dadurch auch bei schlechterem Abitur auf eine Zulassung hoffen. So lag der Anteil deutscher Bewerber in Salzburg teilweise bei über 70 Prozent. Prüfungsrelevant ist hier vor allem Wissen, das für das eigentliche Studium benötigt wird. Des Weiteren werden gute Englischkenntnisse sowie logisches Denkvermögen vorausgesetzt.